# 佐藤優 (作家)
佐藤 優（さとう まさる、1960年〈昭和35年〉1月18日 - ）は、日本の作家、元外交官。同志社大学神学部客員教授、静岡文化芸術大学招聘客員教授、名桜大学名誉博士。学位は神学修士（同志社大学・1985年）。
在ロシア日本国大使館三等書記官、外務省国際情報局分析第一課主任分析官、外務省大臣官房総務課課長補佐を歴任。その経験を生かして、インテリジェンスや国際関係、世界史、宗教などについて著作活動を行なっている。

## 経歴

### 学生時代
東京都渋谷区生まれ、埼玉県大宮市（現：さいたま市）育ち。大宮市立大砂土小学校、大宮市立植竹中学校卒業。幼少時は日本キリスト教会大宮東伝道所に通っていた。
1975年、埼玉県立浦和高等学校入学。高校時代は夏に中欧・東欧（ハンガリー、チェコスロバキア、東ドイツ、ポーランド）とソ連（現在のロシア連邦とウクライナ、ウズベキスタン）を一人旅する。予備校での1年間の浪人生活を経て、同志社大学神学部に進学。学部1回生で正式に洗礼を受け、クリスチャン（プロテスタントのカルヴァン派）になった。卒業論文のタイトルは「ヨセフ・ルクル・フロマートカ研究『破壊と復活』『一九四五年』を中心に」であった。
高校2年生から大学2回生まで日本社会主義青年同盟（社青同）の同盟員であった。なお、佐藤が社青同の同盟員時代に同団体委員長を務めた山崎耕一郎が2017年11月24日に死去し、翌2018年2月18日に開会された「山崎耕一郎さんを偲ぶ会」に佐藤は追悼文を寄せ、「社青同時代の活動、学習は、人生の基盤を作りました。そのことは、外交官時代も、職業作家になった現在も、いつも感じています」と記している。
その後、同大学大学院神学研究科博士前期課程を修了し、神学修士号を取得した。研究のテーマは「チェコスロバキアの社会主義政権とプロテスタント神学の関係について」であった。特に学部2回生の頃から、チェコの神学者ヨセフ・ルクル・フロマートカに強い興味を持ち、チェコに留学する目的として、外務省の専門職員採用試験を受験する。大学院修士論文は「ヨセフ・ルクル・フロマートカの共産主義観 現代東ヨーロッパにおけるプロテスタント神学の展開についての一考察」。

### 外務省時代
大学院修了後はチェコスロバキアの首都プラハにあるカレル大学に留学して本格的にフロマートカに関する研究をするという希望を持っていたが、フロマートカは反ソ主義的な神学者であり、フロマートカの研究を、冷戦下で「科学的無神論」を国是とするチェコスロバキアで行うことは事実上不可能であったため一度は断念した。しかし、外務省職員（専門職）になればチェコ語研修を名目にチェコスロバキアに行けると考え、1985年4月にノンキャリアの専門職員として外務省に入省（2度目の外務省専門職試験受験で合格した）。しかし、外務省から指定された研修言語は希望していたチェコ語ではなくロシア語であり、5月に欧亜局（2001年1月に欧州局とアジア大洋州局へ分割・改組）ソビエト連邦課に配属された。なお、当時のソ連課長は野村一成、首席事務官は宮本雄二（後の駐中華人民共和国大使）であった。
1986年夏にイギリスの首都ロンドン郊外ベーコンズフィールドの英国陸軍語学学校（Defence School of Languages）で同期の武藤顕（キャリア、2014年から欧州局大使）とともに英語やロシア語を学んだ後、1987年8月末にモスクワ国立大学言語学部にロシア語を学ぶため留学した。その中で哲学部科学的無神論学科の講義にも参加するようになった。当時のソ連では「科学的無神論」という国是からキリスト教や各宗教に関する研究を行っていた。例として「キリスト教終末論の諸類型とその階級的特質」「啓蒙主義思想に対するプロテスタント神学者の批判とその問題点についての検討」「ニコラウス・クザーヌスの全一性概念に対する批判的検討」「ブルトマンによる聖書の脱神話化仮説の学説史的意義とその批判」「解放の神学とカトリック教会の教権制度の矛盾」など、同志社大学で学んだキリスト教を社会主義の立場から批判、検討するような内容が多かった。ちょうど1988年のロシア正教導入1000年紀にもあたっていたこともあり、ソ連では宗教への理解が進んでいた時期でもあった。またロンドンでは、亡命チェコ人の古本屋店主夫妻とも親しくなり、当時チェコスロバキアなど東欧諸国では一般での発売や閲覧が禁止されていた神学や宗教関係の書物を手に入れることもできた。当時チェコスロバキアなどの東欧社会主義国は外貨節約のため、国内では流通させたくない神学関係や反共的な書物を、西側諸国の最新の科学技術の書物や辞書・辞典と物々交換していた。その亡命チェコ人古本店主は、その物々交換の窓口であったとされる。そのチェコ人店主は、元々はBBCのチェコ語アナウンサーだったが、引退後は社会主義国から救い出した書籍をアメリカ議会図書館やイギリスの大英博物館（大英図書館）、オックスフォード大学やケンブリッジ大学などに納品することで生計を立てていた。妻はケンブリッジ大学でチェコ語の教師をしていた。
1988年から1995年まで、ソビエト連邦の崩壊を挟んで在ソ連・在ロシア日本国大使館に勤務し、1991年の8月クーデターの際、ミハイル・ゴルバチョフ大統領の生存情報について独自の人脈を駆使し、東京の外務本省に連絡する。アメリカ合衆国よりも情報が早く、当時のアメリカ合衆国大統領であるジョージ・H・W・ブッシュに「アメイジング！」と言わしめた。佐藤のロシア人脈は政財界から文化芸術界、マフィアにまで及び、その情報収集能力はアメリカの中央情報局（CIA）からも一目置かれていた。また、参議院議員としてロシアを訪れていた猪木寛至（アントニオ猪木）に便宜を供与したこともあり、その後も親交は続いた。
この時期、佐藤はソ連科学アカデミー（現・ロシア科学アカデミー）民族学人類学研究所にも「学位論文提出権有資格者」と認められ、研究員として正式に出入りすることを許されており、市中には出回っていないソ連の民族問題に関する書籍も図書館で自由に読めた。
日本帰任後の1998年には、国際情報局分析第一課主任分析官となる。内閣総理大臣橋本龍太郎とロシア連邦大統領ボリス・エリツィンのクラスノヤルスク会談に基づく2000年までの日露平和条約締結に向けて交渉する。また「チェルノムイルジン首相更迭」や「エリツィン大統領辞任と後継者プーチン」等の情報を正式発表前にいち早くつかみ、日本外交政策に貢献した。
外務省勤務のかたわら、モスクワ大学哲学部に新設された宗教史宗教哲学科の客員講師（弁証法神学）や東京大学教養学部非常勤講師（ユーラシア地域変動論）を務めた。また、雑誌『世界』（岩波書店）の「世界論壇月評」担当など論壇への寄稿に加え、フロマートカの自伝の翻訳出版（1997年）、『福音と世界』『基督教研究』といった雑誌に執筆するなど、神学方面の学問的活動も行っていた。

### 鈴木宗男との関係
1991年9月、日本が独立を承認したバルト三国に政府特使として派遣されてきた鈴木宗男の通訳や車の手配などを佐藤が務めたことを機に、鈴木と関係を築く。主任分析官となった背景にも鈴木の威光があったとされる。このとき、鈴木とともに仕事をし、鈴木から「外務省のラスプーチン」というあだ名を付けられたという。「日本のシンドラー」と呼ばれた、リトアニアのカウナス元総領事としてナチス・ドイツの迫害から逃れようとするユダヤ人の日本通過を手配した杉原千畝の名誉回復においても、外務政務次官であった鈴木と共に尽力した。しかしこのことが外務省幹部の怒りを買ったという説もある。一般には外務省としては、杉原は訓令違反で退職した元職員であり、名誉回復をさせることは外務省の非を公に認めることにつながるからであるとされる。

### 逮捕と起訴
2002年（平成14年）に、鈴木宗男に絡む疑惑が浮上したことに連座する形で、2月22日に外務省大臣官房総務課外交史料館担当課長補佐へ異動。4月に外務省を混乱させたとして、給与20%・1カ月分の懲戒減給を受ける。
同年5月14日に、鈴木宗男事件に絡む背任容疑で逮捕される。同年7月3日、偽計業務妨害容疑で再逮捕。512日に及ぶ東京拘置所での勾留後、2003年（平成15年）10月に保釈された。東京拘置所収監時、死刑囚坂口弘の隣の独房に入ったことがある。
佐藤は以下の罪で、東京地方検察庁により起訴された。

#### 支援委員会をめぐる背任
- 2000年1月、テルアビブ大学教授ガブリエル・ゴロデツキー夫妻を、イスラエルから日本に招待した際
- 同年4月、テルアビブ大学主催国際学会「東と西の間のロシア」に、7名の民間の学者と外務省から6人のメンバーを派遣した際

この2回の費用を、外務省の支援委員会から違法に引き出して支払った疑いである。この疑いに対し佐藤は、支援委員会から支払をすることは、通常手続きである外務事務次官決裁を受けており正当なものだった、と主張している。また、佐藤の上司だった外務省欧亜局長東郷和彦は、「外務省が組織として実行しており、佐藤被告が罪に問われることはあり得ない」と証言している。
そして東郷は、佐藤が逮捕された時は海外にいたが、事務次官野上義二と電話で「こんなことが犯罪になるはずがない。何も問題はない」と話し、しかも、野上はこのことを記者会見で述べるとまで語ったと、佐藤の著書には書かれている。

#### 北方領土支援にからむ偽計業務妨害
2000年3月に行われた、国後島におけるディーゼル発電機供用事業の入札で、鈴木の意向を受け、三井物産が落札するように違法な便宜を図ったり、支援委員会の業務を妨害したりしたとの疑いである。この疑いに対し佐藤は、北方領土の事情に通じた三井物産の選定は妥当であり、鈴木の「三井に受注されればいい」との発言を三井側に伝えただけだ、と主張している。
もしこれらの便宜を図っていたら、佐藤の国家公務員生命を脅かすような事態で、非常にリスクが高いが、三井物産から佐藤へは金品の授受は一切なかった。そのことは検察官も認めており「動機なき犯罪」になる。

### 有罪判決の確定と失職
2005年2月に東京地方裁判所（安井久治裁判長）で執行猶予付き有罪判決（懲役2年6か月、執行猶予4年）を受け控訴していたが、2007年1月31日、二審の東京高等裁判所（高橋省吾裁判長）は一審の地裁判決を支持し、控訴を棄却。最高裁判所第三小法廷（那須弘平裁判長）は2009年6月30日付で上告を棄却し、期限の7月6日までに異議申し立てをしなかったため、判決が確定した。国家公務員法76条では「禁錮以上の刑に処せられ、その執行を終わるまで又は執行を受けることがなくなるまでの者」は失職すると定められており、これにより外務省職員として失職した。懲戒免職や諭旨免職ではなく「失職」となるケースは、逮捕された公務員の退職理由としては異例である。

### 論壇へ
一審判決で執行猶予がついたことを機に、捜査の内幕や背景などをつづった著書『国家の罠 外務省のラスプーチンと呼ばれて』を2005年に出版すると大きな反響を呼んだ。同書などにおいて、佐藤本人は自身にかけられた一連の容疑・判決を「国策捜査」であると主張。この著書は第59回毎日出版文化賞特別賞を受賞し、以後、新聞・雑誌などに外交評論や文化論を執筆している。
2006年より、魚住昭、宮崎学らとメディア勉強会「フォーラム神保町」を運営。2009年に失職するまで「起訴休職外務事務官」と自称していた。2010年から、外務省時代の体験を元にした漫画『憂国のラスプーチン』の原作を手がける（伊藤潤二作画、長崎尚志脚本）。また、静岡文化芸術大学では招聘客員教授に就任した。2013年6月に猶予期間満了。
2020年代初頭、慢性腎臓病に伴う人工透析、がん治療のための前立腺全摘出、冠動脈へのステント挿入のほか菌血症での入院と「病気のデパート」のような状態であると自ら公表しており、「人生の残り時間を意識」して「作家としての仕事に優先順位をつけ」て執筆活動を行なっている。2023年6月に東京女子医大にて、妻から提供された生体腎移植の手術に成功した。

## 主張
主要な日本の新聞では『朝日新聞』から『産経新聞』まで、左右を問わず多くの媒体に寄稿している。
左派系雑誌『週刊金曜日』には特に多く寄稿しており、同誌は佐藤の特設ページを設けている。左翼の一部からは、「国家主義者であり、ファシズムに親和的な佐藤を起用してよいのか」とする批判が『週刊金曜日』『世界』の読者から、佐藤を重用する左派誌に寄せられているという（『週刊金曜日』2009年5月29日号）。

### 外交

#### 北朝鮮
朝鮮民主主義人民共和国（北朝鮮）に対しては、金正日体制を非常に激しく批判している。

#### イスラエル・中東
中東戦争再発を懸念し、アメリカ合衆国大統領ドナルド・トランプによる在イスラエルアメリカ合衆国大使館のエルサレム移転には、強く反対している。一方でイスラエルによる2006年のレバノン侵攻やガザ侵攻は、ヒズボラやハマスのイスラエル人拉致というテロに対する行動であったと主張した。これは、北朝鮮による日本人拉致問題について、日本に北朝鮮政府への厳しい対応を促した意味もある。
2009年のガザ侵攻では、「停戦協定を破ったハマスの先制攻撃が原因でありイラン、ヒズボラ、アルカイダと通じてイスラエル国家を破壊しようとしている」と持論を展開。
佐藤は自らや鈴木宗男の逮捕の背景の一つに、イスラエルとのインテリジェンス協力を邪魔する外務省の親アラブ派・反ユダヤ主義的グループの策謀があったと主張している。

#### コーカサス地方
アゼルバイジャンとアルメニアの紛争に関して、日本がアゼルバイジャンとアルメニアとの和平活動に働きかければ、ロシア政府からの信頼やロシアの国民感情にプラスに働き、北方領土問題解決に前進するかもしれないと主張している。

#### ウクライナ
2022年ロシアのウクライナ侵攻に関して、朝日新聞デジタルの「コメントプラス」にて「今回の事態に至るにはウクライナのゼレンスキー大統領にも大きな責任があります」とロシア側の主張に沿う議論を展開した。

#### 天皇
尊皇家でありながら、左翼的な雑誌に寄稿するあり方や、南朝正統論に立つ佐藤に対し、小谷野敦は現在の天皇は北朝ではないのかと批判している。
本郷和人との対談で、三種の神器によって即位したのが正統な天皇だと佐藤が言うのに対し、本郷は、しかし三種の神器は複数あったはずだと問うたが、北畠親房が正しいとした三種の神器が、本物の神器だと佐藤は答えた。

#### 創価学会
日本基督教団に属するクリスチャンであるが、創価学会に関して、客観性を強調する宗教学者とは異なり、自身は宗教人として、キリスト教エキュメニズムの立場から、内在的論理（創価学会員に寄り添う、あるいは自分が創価学会員だったらどう考えるかという立場）で読み解くとしている。その上で、「創価学会のファン」であると公言しており、『潮』の連載では、池田大作同会名誉会長をイエス・キリストになぞらえて「創価学会の真理の体現である」と評価している。
また、「キリスト教徒にとってイエス・キリストという名はきわめて重要である。それと同じように創価学会員にとって池田大作氏の名が決定的に重要なのである。それは池田大作氏という名に創価学会の真理が体現されているからと筆者は考える」「筆者は中間団体である創価学会が民主主義の砦であると確信している。それと同時に創価学会の思想を、池田大作氏という傑出した宗教人から虚心坦懐に学びたい」「筆者は創価学会のファンであることを隠さない。それは創価学会が対話を重視する宗教団体だからだ。創価学会について勉強し、創価学会員と対話を重ねれば重ねるほど、筆者自身のキリスト教信仰を深めることができる。このように他宗教の信者を惹きつける魅力を池田大作氏は持っている」などと論述している（『潮』2011年7月号）。

#### Wikipediaに対する評価
ウィキペディア（日本語版を含む）に対して、百科事典が本来果たすべき「歴史をある時点で切断し、その時点での体系知の構造を提示する」という目的・機能をウィキペディアは果たすことができないとしている。また、ウィキペディアへの批判として、それが『世界大百科事典』といった従来の事典と比較して「信憑性が根本的に異なる」としている。

### アイデンティティ
2021年5月13日の『毎日新聞』への寄稿文「沖縄と日本」では、佐藤自身のアイデンティティーについて、外交官、キリスト教徒、沖縄人の三つがあるとし、「筆者は沖縄に住んだことはない。しかし、筆者の中には沖縄人であるとの確固たるアイデンティティーがある。しかもそのアイデンティティーが過去20年で変容した。かつては沖縄にルーツを持つ沖縄系日本人という意識だった。それが今では、日本にもルーツを持つ沖縄人だという意識に変わった」「筆者が自らを日本系沖縄人と記すのは、沖縄と日本の間で死活的な利害相反があったとき、筆者は沖縄の立場を取るという意思を示したいからだ」と述べている。

#### 沖縄の集団自決に関する小林よしのりとの論争
佐藤は大田昌秀との対談（『徹底討論沖縄の未来』2010年）で、沖縄戦での渡嘉敷島集団自決裁判については、大江健三郎が正しいと発言しており、山崎行太郎とともに「集団自決は日本軍にも責任がある」とする立場をとっている。
『ゴーマニズム宣言』において、小林よしのりが沖縄県の現状に対して連載したところ、佐藤からマスメディアを通じた批判が「一方的に行われた」として、小林が3ページに及ぶ佐藤への反駁を行ない、両者の間で論争が続いている。小林によれば、佐藤は『琉球新報』の連載で「沖縄は全体主義の島だ」と主張する一論客を非難。小林が編集長を務める雑誌『わしズム』の2007年秋号のタイトルにも『全体主義の島「沖縄」』とあったため、これが小林が一方的に自身への批判と捉えた理由とも考えられる。
佐藤は『SPA!』に「佐藤優のインテリジェンス職業相談」を寄稿し、「ラスプーチン」と「大林わるのり」という架空の相談者を登場させ、フィクションとしての体裁を整えた上で、反撃を行った。

### その他
- 麻生邸見学ツアー逮捕事件については、参加者が逮捕されたことは不当逮捕であると主張している[25]。
- 北原みのりとの共著『性と国家』において、日本が性表現に寛容な様子について「『週刊プレイボーイ』の編集者が悩んでいましたね。取材に応じてくれたアメリカ人に掲載誌を送らなきゃいけないんだけど、未成年の女の子たちを撮った日本版のグラビアは、アメリカ合衆国では児童ポルノ扱いになるから、一冊丸ごと送れないって」と証言し、さらに「当時AKB48で一番人気のあった大島優子さんが『AKBaby』というコンテンツの『わたしと赤ちゃん作らない? ネットでね。』という広告に出て、当時の野田佳彦首相が『少子化対策だ』みたいな応援をしましたが、ああいうのが男の性欲のダダ漏れに見えるんです」「メンバーは恋愛しちゃいけないのがルールとか、男性ファンの性的欲望を満たすために、彼女たちの人権を無視しているようにしか見えないです」と意見している。
- 後に田母神論文問題を引き起こしたアパグループ主催「真の近現代史観」懸賞論文は、アパグループ代表・元谷外志雄の著作『報道されない近現代史』（産経新聞出版刊）を記念して創設されたものだが、佐藤は同書の広告に推薦文を書き、そこで「異能の実業家、元谷外志雄氏が描くグローバリセージョン後の帝国主義的国家対立の姿に戦慄した」と絶賛している[26]。
- 公安調査庁などの日本の公安当局は、佐藤をロシアのスパイではないかと疑い、長い間行動監視下に置いていた[8]。2022年には公安調査庁次長から、鈴木宗男事件で佐藤の取り調べを行った西村尚芳が佐藤に会いたがっていたと聞いて再会し、以後交流を持った[27]。

## 人物
- 日本基督教団賀茂教会の会員。
- 睡眠時間は1日平均3時間ほどで、ウオツカを5本飲んだ翌日も、それだけ寝れば健康に過ごせると著作に記していた[28]が、2021年に前立腺がん（中程度の悪性）であると診断を受けされたことを公表し、末期腎不全であることも明らかにした[29]。
- 語学に堪能で英語、ロシア語は外交交渉で使えるレベル、読むだけならチェコ語、ドイツ語、ラテン語、ギリシャ語、朝鮮語を理解できるという。

### 家族
離婚と再婚を経験しており、現妻は外務省時代の後輩で、子供は前妻、現妻の双方の間にいない（『自壊する帝国』あとがき）。
母親は1930年（昭和5年）生まれの沖縄県久米島出身で、第二次世界大戦でアメリカ軍との沖縄戦を体験。終戦後は沖縄本島の看護学校に通っていたが、佐藤の父親にあたる後の夫と出会い、看護学校を中退して本土に渡った。沖縄戦での「生き地獄」の経験から、「人間の生死は、人間の知恵や努力を超えた大きな力によって動かされる」という信念を持つようになり、看護学校に通っている頃に教会で洗礼を受け、キリスト教徒（クリスチャン）となった。また、兄に日本社会党所属だった元兵庫県議会議員がいる関係で、日本社会党の熱烈な支持者だったとのこと。2006年没。
兄弟姉妹に国際結婚をした妹が1人いる。

## 騒動
『AERA』2007年4月23日号の「佐藤優という『罠』」という記事では、「外務省のある人物」という匿名コメントで「（鈴木宗男の質問主意書は）佐藤が仕掛けている」「（佐藤は）都合のいいことしか書いてない」「佐藤はものすごい陰謀家で、外務省に復讐しようとしている」などと言及された。これについて、佐藤が「事実誤認」として内容証明郵便で『AERA』編集長に抗議すると、翌週発売の『AERA』2007年4月30日号で訂正記事が掲載される。佐藤はまた、『週刊金曜日』誌上で、記事中の「私が書かない『都合のよくないこと』が具体的でないコメントを載せるのは公平でない」と、執筆者の大鹿靖明個人に公開質問状を出す（『週刊金曜日』2007年5月11日号）。大鹿は、マスコミ主催の勉強会の席上で佐藤に謝罪した。

## 著作

### 著書
2005年
- 『国家の罠 外務省のラスプーチンと呼ばれて』新潮社、2005年3月。ISBN 9784104752010　のち増補版（解説：川上弘美）新潮文庫、2007年11月[32]）。
- 『国家の自縛』産経新聞出版、2005年09月。ISBN 978-4594050238 のち扶桑社〈扶桑社文庫〉、2010年03月。

2006年
- 『国家の崩壊』にんげん出版、2006年02月。ISBN 978-4931344112 のちKADOKAWA〈角川文庫〉、2011年12月。
- 『日米開戦の真実 大川周明著「米英東亜侵略史」を読み解く』小学館、2006年4月。ISBN 9784093897310　のち小学館文庫、2011年2月。
- 『自壊する帝国』新潮社、2006年5月。ISBN 9784104752027　のち新潮文庫（解説：恩田陸）、2008年10月。
- 『獄中記』岩波書店、2006年12月。ISBN 978-4000228701のち岩波現代文庫、2009年4月。

2007年
- 『国家と神とマルクス 「自由主義的保守主義者」かく語りき』太陽企画出版、2007年4月。ISBN 9784884664350　のち角川文庫、2008年11月。
- 『地球を斬る』角川学芸出版、2007年6月。ISBN 9784046211033　のち角川文庫、2009年8月。
- 『国家の謀略』小学館、2007年11月。ISBN 9784093897327
- 『インテリジェンス人間論』新潮社、2007年12月。ISBN 9784104752034　のち新潮文庫、2010年10月。
- 『野蛮人のテーブルマナー ビジネスを勝ち抜く情報戦術』 講談社、2007年12月。ISBN 9784062143660
のち改題『野蛮人のテーブルマナー 』講談社〈講談社＋α文庫〉、2009年10月。
- 『国家の罠 外務省のラスプーチンと呼ばれて』新潮社〈新潮文庫〉、2007年11月。ISBN 9784101331713
- 『国家論 日本社会をどう強化するか』NHKブックス、2007年12月。ISBN 978-4140911006
- 『私のマルクス』文藝春秋、2007年12月。ISBN 9784163698304　のち文春文庫、2010年11月。のち文春学藝ライブラリー、2022年7月。。

2008年
- 『世界認識のための情報術』金曜日、2008年7月。ISBN 978-4906605453
- 『自壊する帝国』新潮社〈新潮文庫〉、2008年10月。ISBN 9784101331720
- 『国家と神とマルクス 「自由主義的保守主義者」かく語りき』角川書店〈角川文庫〉、2008年11月。ISBN 9784043914012

2009年
- 『「諜報的生活」の技術 野蛮人のテーブルマナー』講談社、2009年01月。ISBN 978-4062152242
- 『交渉術』文藝春秋、2009年1月。ISBN 9784163685809　のち文春文庫、2011年6月。
- 『テロリズムの罠 右巻：忍び寄るファシズムの魅力』角川書店〈角川ワンテーマ21〉、2009年2月。ISBN 9784047101784
- 『テロリズムの罠 左巻：新自由主義社会の行方』角川書店〈角川ワンテーマ21〉、2009年2月。ISBN 9784047101777
- 『外務省ハレンチ物語』徳間書店、2009年3月。ISBN 9784198627089　のち徳間文庫、2011年3月。
- 『獄中記』岩波書店〈岩波現代文庫〉、2009年4月。ISBN 9784006031848
- 『インテリジェンス人生相談 社会編』扶桑社、2009年4月。ISBN 9784594059286
- 『インテリジェンス人生相談 個人編』扶桑社、2009年4月。ISBN 9784594059279
- 『ノンフィクションと教養』講談社〈講談社MOOK　現代プレミア〉、2009年05月。ISBN 9784063793529
- 『神学部とは何か 非キリスト教徒にとっての神学入門』新教出版社、2009年6月。ISBN 9784400300007
- 『甦る怪物 私のマルクス ロシア篇』文藝春秋、2009年6月。ISBN 9784163715209
のち改題『甦るロシア帝国』文藝春秋〈文春文庫〉、2012年2月。
- 『功利主義者の読書術』新潮社、2009年7月。ISBN 9784104752041　のち新潮文庫、2012年3月。
- 『地球を斬る』角川学芸出版〈角川文庫〉、2009年8月。ISBN 9784043914036
- 『野蛮人のテーブルマナー』講談社〈講談社＋α文庫〉、2009年10月。ISBN 9784062813211
- 『沖縄・久米島から日本国家を読み解く』小学館、2009年10月。ISBN 9784093878760
のち改題『母なる海から日本を読み解く』新潮社〈新潮文庫〉、2012年11月。
- 『はじめての宗教論 右巻：見えない世界の逆襲』日本放送出版協会〈生活人新書〉、2009年12月。ISBN 9784140883082
- 『日本国家の神髄 禁書「国体の本義」を読み解く』扶桑社、2009年12月。ISBN 9784594061234　のち扶桑社新書、2015年01月。

2010年
- 『国家の自縛』扶桑社〈扶桑社文庫〉、2010年03月。ISBN 978-4594061814
- 『この国を動かす者へ』徳間書店、2010年3月。ISBN 978-4198629274
- 『インテリジェンス人間論』新潮社〈新潮文庫〉、2010年10月。ISBN 9784101331737
- 『私のマルクス』文藝春秋〈文春文庫〉、2010年11月。ISBN 9784167802011

2011年
- 『はじめての宗教論 左巻 ナショナリズムと神学』NHK出版〈NHK出版新書〉、2011年1月。ISBN 978-4140883365
- 『日米開戦の真実 大川周明著「米英東亜侵略史」を読み解く』小学館〈小学館文庫〉、2011年2月。ISBN 9784094085860
- 『外務省ハレンチ物語』徳間書店〈徳間文庫〉、2011年3月。ISBN 9784198933234
- 『3.11クライシス!』マガジンハウス、2011年4月
- 『人たらしの流儀』PHP研究所、2011年5月。のちPHP文庫、2013年3月。
- 『世界インテリジェンス事件史 祖国日本よ、新・帝国主義時代を生き残れ！』双葉社、2011年6月。
のち加筆・改題『世界インテリジェンス事件史』光文社〈知恵の森文庫〉2016年6月。
- 『予兆とインテリジェンス』産経新聞出版、2011年6月
- 『交渉術』文藝春秋〈文春文庫〉、2011年6月。ISBN 9784167802028
- 『共産主義を読みとく いまこそ廣松渉を読み直す 『エンゲルス論』ノート 廣松渉エンゲルス論との対座』世界書院、2011年7月
- 『この国を壊す者へ』徳間書店、2011年8月
- 『佐藤優のウチナー評論』琉球新報社、2011年9月。ISBN 9784897421315　のち、『佐藤優の沖縄評論』光文社〈知恵の森文庫〉、2014年3月。ISBN 9784334786410
- 『インテリジェンス人生相談 復興編』扶桑社、2011年09月。ISBN 978-4594064754
- 『外務省に告ぐ』新潮社、2011年10月。のち新潮文庫、2014年3月。
- 『野蛮人の図書室』講談社、2011年11月。
のち改題・再編集『「知的野蛮人」になるための本棚』PHP研究所〈PHP文庫〉、2014年5月。
- 『国家の崩壊』KADOKAWA〈角川文庫〉、2011年12月。ISBN 978-4043882014

2012年
- 『国家の「罪と罰」』小学館、2012年2月
- 『甦るロシア帝国』文藝春秋〈文春文庫〉、2012年2月。ISBN 9784167802035
- 『紳士協定 私のイギリス物語』新潮社、2012年3月。のち新潮文庫、2014年10月。
- 『功利主義者の読書術』新潮社〈新潮文庫〉、2012年3月。ISNB 9784101331744
- 『帝国の時代をどう生きるか 知識を教養へ、教養を叡智へ』角川書店〈角川oneテーマ21〉、2012年4月
- 『人間の叡智』文藝春秋〈文春新書〉、2012年7月
- 『読書の技法 誰でも本物の知識が身につく熟読術・速読術「超」入門』東洋経済新報社、2012年7月
- 『母なる海から日本を読み解く』新潮社〈新潮文庫〉、2012年11月。ISBN 9784101331751
- 『同志社大学神学部』光文社、2012年11月。
のち改題『同志社大学神学部：私はいかに学び、考え、議論したか』光文社〈光文社新書〉、2015年10月。

2013年
- 『新・帝国主義の時代 - 左巻 情勢分析篇』中央公論新社、2013年03月。ISBN 978-4120044854
- 『新・帝国主義の時代 - 右巻 日本の針路篇』中央公論新社、2013年03月。ISBN 978-4120044861
- 『人たらしの流儀』PHP研究所 〈PHP文庫〉、 2013年03月。ISBN 978-4569679587
- 『国境のインテリジェンス』徳間書店、2013年3月。ISBN 9784198635756 のち、『国境のインテリジェンス』徳間書店〈徳間文庫カレッジ〉、2015年2月。ISBN 9784199070259
- 『超訳 小説日米戦争』ケイアンドケイプレス、2013年09月。ISBN 978-4906674534　のち改題『この国が戦争に導かれる時 超訳小説・日米戦争』徳間書店〈徳間文庫カレッジ〉、2015年7月。
- 『人に強くなる極意』青春出版社〈青春新書インテリジェンス〉、2013年10月。ISBN 9784413044097 のち青春文庫、2019年01月

2014年
- 『元外務省主任分析官・佐田勇の告白 小説・北方領土交渉』徳間書店、2014年1月
- 『サバイバル宗教論』文藝春秋〈文春新書〉、2014年02月。ISBN 978-4166609550
- 『外務省に告ぐ』新潮社〈新潮文庫〉、2014年3月。ISBN 9784101331768
- 『先生と私』幻冬舎、2014年1月。のち幻冬舎文庫、2016年4月。
- 『地球時代の哲学 池田・トインビー対談を読み解く』潮出版社、2014年2月。のち潮新書、2016年12月。
- 『佐藤優の沖縄評論』光文社〈知恵の森文庫〉、2014年3月
- 『神学の履歴書 初学者のための神学書ガイド』新教出版社、2014年3月
- 『宗教改革の物語 近代、民族、国家の起源』KADOKAWA、2014年4月。ISBN 9784041107362。のち角川ソフィア文庫、2019年1月。
- 『完全版 野蛮人のテーブルマナー』講談社、2014年05月。ISBN 978-4062189514
- 『「知的野蛮人」になるための本棚』PHP研究所〈PHP文庫〉、2014年5月。ISBN 9784569762029
- 『修羅場の極意』中央公論新社〈中公新書ラクレ〉、2014年6月
- 『いま生きる「資本論」』新潮社、2014年7月。のち新潮文庫、2017年1月。
- 『私が最も尊敬する外交官 ナチス・ドイツの崩壊を目撃した吉野文六』講談社、2014年8月。のち改題『戦時下の外交官　ナチス・ドイツの崩壊を目撃した吉野文六』講談社（講談社文庫）、2021年02月
- 『「知」の読書術』集英社インターナショナル、2014年08月。ISBN 978-4797672756
- 『私の「情報分析術」超入門 仕事に効く世界の捉え方』徳間書店、2014年9月
- 『創価学会と平和主義』朝日新聞出版〈朝日新書〉、2014年10月
- 『佐藤優の１０分で読む未来　キーワードで即理解　戦争の予兆編』講談社、2014年11月。ISBN 978-4062192675
- 『佐藤優の10分で読む未来 キーワードで即理解 新帝国主義編』講談社、2014年11月。ISBN 978-4062190596
- 『「ズルさ」のすすめ』青春出版社〈青春新書インテリジェンス〉、2014年12月

2015年
- 『日本国家の神髄 禁書「国体の本義」を読み解く』扶桑社〈扶桑社新書〉、2015年01月。ISBN 9784594071837
- 『世界史の極意』NHK出版〈NHK出版新書〉、2015年1月
- 『神学の思考 キリスト教とは何か』平凡社、2015年1月。のち、平凡社ライブラリー、2022年10月。ISBN 978-4582769357
- 『危機を克服する教養：知の実戦講義「歴史とは何か」』角川書店、2015年1月。ISBN 9784041021491
のち加筆・改題『思考法 教養講座「歴史とは何か」』角川書店〈角川新書〉、2018年5月。
- 『国境のインテリジェンス』徳間書店〈徳間文庫カレッジ〉、2015年2月。ISBN 9784199070259
- 『イスラエルとユダヤ人に関するノート』ミルトス、2015年2月。
のち加筆・改題『イスラエルとユダヤ人』角川書店〈角川新書〉、2020年2月。
- 『人生の極意』扶桑社〈扶桑社新書〉、2015年2月
- 『プラハの憂鬱』新潮社、2015年3月。ISBN 9784104752089
のち改題『亡命者の古書店：続・私のイギリス物語』新潮社〈新潮文庫〉、2018年1月。
- 『国家の攻防／興亡 領土、紛争、戦争のインテリジェンス』角川書店〈角川新書〉、2015年4月
- 『超したたか勉強術』朝日新聞出版〈朝日新書〉、2015年4月
- 『知性とは何か』祥伝社〈祥伝社新書〉、2015年6月
- 『ケンカの流儀 修羅場の達人に学べ』中央公論新社〈中公新書ラクレ 〉2015年6月
- 『いま生きる階級論』新潮社、2015年6月。ISBN 9784104752096 のち新潮文庫、2018年7月。
- 『この国が戦争に導かれる時 超訳小説・日米戦争』徳間書店〈徳間文庫カレッジ〉、2015年7月。ISBN 978-4199070358『超訳 小説日米戦争』ケイアンドケイプレス、2013年09月を改題
- 『知の教室 教養は最強の武器である』文藝春秋〈文春文庫〉、2015年8月。文藝春秋2015年2月臨時増刊号　佐藤優の実践ゼミ「地アタマ」を鍛える!　を再構成したもの。
- 『90分でわかる日本の危機 佐藤優が5人のゲストとナビゲート!』ニッポン放送『高嶋ひでたけのあさラジ!』編、扶桑社〈扶桑社新書〉、2015年9月
- 『同志社大学神学部：私はいかに学び、考え、議論したか』光文社〈光文社新書〉、2015年10月。ISBN 9784334038823
- 『お金に強くなる生き方』青春出版社〈青春新書インテリジェンス〉、2015年10月
- 『官僚階級論 霞が関といかに闘うか』にんげん出版〈モナド新書〉、2015年10月
- 『「池田大作 大学講演」を読み解く 世界宗教の条件』潮出版社、2015年11月
- 『日本でテロが起きる日』時事通信社、2015年11月
- 『外務省犯罪黒書』講談社エディトリアル、2015年12月。ISBN 9784907514389 のち講談社+α文庫、2018年3月。。

2016年
- 『資本主義の極意 明治維新から世界恐慌へ』NHK出版〈NHK出版新書〉、2016年1月
- 『危機を覆す情報分析 知の実戦講義「インテリジェンスとは何か」』KADOKAWA、2016年01月。ISBN 9784041038437のち加筆・改題『勉強法 教養講座「情報分析とは何か」』KADOKAWA〈角川新書〉、2018年4月
- 『動因を探せ 中東発世界危機と日本の分断』徳間書店、2016年3月。ISBN 978-4198641276
- 『右肩下がりの君たちへ』ぴあ、2016年3月。ISBN 978-4835628769
- 『佐藤優選 自分を動かす名言』青春出版社、2016年4月
- 『組織の掟』新潮社〈新潮新書〉、2016年4月
- 『使える地政学 日本の大問題を読み解く』朝日新聞出版〈朝日新書〉、2016年5月
- 『世界インテリジェンス事件史』光文社〈知恵の森文庫〉2016年6月。ISBN 9784334786991
- 『沖縄と差別』金曜日、2016年7月
- 『現代に生きる信仰告白 改革派教会の伝統と神学』キリスト新聞社、2016年7月
- 『君たちが知っておくべきこと 未来のエリートとの対話』新潮社、2016年7月。ISBN 978-4104752102　のち新潮文庫
- 『現代の地政学』晶文社、2016年7月。のちに、改題、再編集、加筆修正し、『地政学入門』KADOKAWA（角川新書）、2021年11月。ISBN 978-4040823881
- 『『資本論』の核心 純粋な資本主義を考える』角川書店〈角川新書〉、2016年9月
- 『ゼロからわかるキリスト教』新潮社、2016年10月
- 『大国の掟 「歴史×地理」で解きほぐす』NHK出版〈NHK出版新書〉、2016年11月
- 『知の操縦法』平凡社、2016年11月。ISBN 978-4582824841 のちに、『読む力を鍛える』ＰＨＰ研究所（PHP文庫）、2021年10月。ISBN 978-4569901640
- 『世界観』小学館〈小学館新書〉、2016年12月
- 『秩序なき時代の知性』ポプラ社 〈ポプラ新書〉、2016年12月。ISBN 978-4591152904
- 『地球時代の哲学 池田・トインビー対談を読み解く』潮出版社〈潮新書〉、2016年12月。ISBN 9784267020759

2017年
- 『いま生きる「資本論」』新潮社〈新潮文庫〉、2017年01月。ISBN 9784101331782
- 『僕ならこう読む』青春出版社〈青春新書インテリジェンス〉、2017年2月
- 『佐藤優の「公明党」論』第三文明社、2017年2月
- 『キリスト教神学で読みとく共産主義』光文社〈光文社新書〉、2017年2月
- 『この世界を知るための教養 10のキーワードですべてがわかる』アスコム〈オフレコ!BOOKS〉、2017年2月
- 『嫉妬と自己愛 「負の感情」を制した者だけが生き残れる』中央公論新社〈中公新書ラクレ〉、2017年2月
- 『悪魔の勉強術 年収一千万稼ぐ大人になるために』文藝春秋〈文春文庫〉、2017年3月。ISBN 9784167908188 文庫オリジナル
- 『牙を研げ 会社を生き抜くための教養』講談社〈講談社現代新書〉、2017年4月
- 『日露外交 北方領土とインテリジェンス』角川書店〈角川新書〉、2017年5月
- 『悪の正体 修羅場からのサバイバル護身論』朝日新聞出版〈朝日新書〉、2017年6月
- 『学生を戦地へ送るには ―― 田辺元「悪魔の京大講義」を読む』新潮社、2017年07月。ISBN 9784104752133
- 『世界を裏側から見る私の手法 ロシア報道を読み解くことで真実がわかる』経済界〈経済界新書〉、2017年07月。ISBN 978-4766720655
- 『ゼロからわかる「世界の読み方」 プーチン・トランプ・金正恩』新潮社、2017年9月
- 『人生の役に立つ聖書の名言』講談社、2017年9月。ISBN 978-4062207034 のちに、講談社文庫、2020年1月。ISBN 978-4065183502
- 『佐藤優の集中講義 民族問題』文藝春秋〈文春新書〉、2017年10月
- 『40代でシフトする働き方の極意』青春出版社〈青春新書インテリジェンス〉、2017年12月
- 『佐藤優の地政学リスク講座 一触即発の世界』時事通信社、2017年12月

2018年
- 『武器を磨け―弱者の戦略教科書『キングダム』』原泰久 原作、ＳＢクリエイティブ〈ＳＢ新書〉、2018年01月。ISBN 9784797392937
- 『亡命者の古書店：続・私のイギリス物語』新潮社〈新潮文庫〉、2018年1月。ISBN 9784101331799
- 『ファシズムの正体』集英社インターナショナル、2018年2月
- 『十五の夏（上）』幻冬舎、2018年3月。ISBN 9784344032705　のち幻冬舎文庫、2020年08月。
- 『十五の夏（下）』幻冬舎、2018年3月。ISBN 9784344032712　のち幻冬舎文庫、2020年08月。
- 『外務省犯罪黒書 - 日本国外務省検閲済』講談社〈講談社+α文庫〉2018年03月。ISBN 9784062817424
- 『勉強法 教養講座「情報分析とは何か」』KADOKAWA〈角川新書〉、2018年4月。ISBN 9784040822143
- 『高畠素之の亡霊 ある国家社会主義者の危険な思想』新潮社〈新潮選書〉、2018年5月
- 『神学の技法 キリスト教は役に立つ』平凡社、2018年5月
- 『思考法 教養講座「歴史とは何か」』角川書店〈角川新書〉、2018年5月。ISBN 9784040822099
- 『「日本」論 東西の“革命児”から考える』KADOKAWA、2018年6月
- 『国語ゼミ AI時代を生き抜く集中講義』NHK出版〈NHK出版新書〉、2018年6月
- 『新・学問のすすめ 脳を鍛える神学1000本ノック』文藝春秋〈文春文庫〉、2018年7月。ISBN 978-4167910938、文庫オリジナル作品
- 『いま生きる階級論』新潮社〈新潮文庫〉、2018年08月。ISBN 9784101331805
- 『世界のエリートが学んでいる哲学・宗教の授業』PHP研究所、2018年9月。ISBN 978-4569841120 のちに、PHP文庫、2020年8月、ISBN 978-4569900728
- 『官僚の掟 競争なき「特権階級」の実態』朝日新聞出版〈朝日新書〉、2018年11月
- 『21世紀の宗教改革 小説『人間革命』を読む』潮出版社、2018年12月

2019年
- 『宗教改革の物語 近代、民族、国家の起源』KADOKAWA〈角川ソフィア文庫〉、2019年01月。ISBN 9784044003968
- 『人に強くなる極意』青春出版社〈青春文庫〉、2019年01月。ISBN 9784413097147
- 『人をつくる読書術』青春出版社〈青春新書インテリジェンス〉、2019年2月
- 『未来のエリートのための最強の学び方』集英社インターナショナル、2019年2月
- 『佐藤優「情報読解」の私塾 赤版：日本、北朝鮮、韓国、中国の転換点・篇』徳間書店、2019年2月
- 『佐藤優「情報読解」の私塾 青版: アメリカ、ロシア、欧州、中東の臨界点・篇』徳間書店、2019年3月
- 『調べる技術 書く技術 誰でも本物の教養が身につく知的アウトプットの極意』SBクリエイティブ〈SB新書〉、2019年4月
- 『友情について 僕と豊島昭彦君の44年』講談社、2019年4月
- 『君たちが忘れてはいけないこと 未来のエリートとの対話』新潮社、2019年5月。ISBN 978-4104752157
- 『君たちが知っておくべきこと 未来のエリートとの対話』新潮社〈新潮文庫〉、2019年05月。ISBN 978-4101331812
- 『希望の源泉・池田思想 1 『法華経の智慧』を読む』第三文明社、2019年6月
- 『サバイバル組織術』文藝春秋〈文春新書〉、2019年7月
- 『佐藤優直伝！ 最強の働き方』自由国民社、2019年8月
- 『佐藤優の挑戦状 地頭を鍛える60題』講談社〈講談社現代新書〉、2019年8月
- 『人生のサバイバル力 17歳の特別教室』講談社、2019年8月。ISBN 9784065167694　のち『人生のサバイバル力』〈講談社文庫〉、2022年03月
- 『世界宗教の条件とは何か』潮出版社、2019年10月
- 『希望の源泉・池田思想『法華経の智慧』を読む2』第三文明社、2019年12月。ISBN 978-4-476-03388-5。

2020年
- 『50代からの人生戦略 いまある武器をどう生かすか』青春出版社〈青春新書INTELLIGENCE〉、2020年1月。ISBN 978-4-413-04589-6。
- 『人生の役に立つ聖書の名言』講談社〈講談社文庫〉、2020年1月。ISBN 978-4-06-518350-2。
- 『16歳のデモクラシー 受験勉強で身につけるリベラルアーツ』晶文社、2020年1月。ISBN 978-4-7949-7167-8。
- 『メンタルの強化書〈負けない〉〈折れない〉〈疲れない〉』クロスメディア・パブリッシング、2020年1月。ISBN 978-4-295-40384-5。
- 『イスラエルとユダヤ人 考察ノート』KADOKAWA〈角川新書〉、2020年2月。ISBN 978-4-04-082257-0。
- 『宗教改革者 教養講座「日蓮とルター」』KADOKAWA〈角川新書〉、2020年5月。ISBN 978-4-04-082346-1。
- 『この不寛容の時代に ヒトラー『わが闘争』を読む』新潮社、2020年5月。ISBN 978-4-10-475216-4。
- 『ウイルスと内向の時代 コロナ後の大転換を国家と個人はどう生き残るか』徳間書店、2020年7月。ISBN 978-4-19-865133-6。
- 『ヤン・フスの宗教改革 中世の終わりと近代の始まり』平凡社〈平凡社新書〉、2020年7月。ISBN 978-4-582-85947-8。
- 『十五の夏　上』幻冬舎〈幻冬舎文庫〉、2020年8月。ISBN 978-4-344-43006-8。
- 『十五の夏　下』幻冬舎〈幻冬舎文庫〉、2020年8月。ISBN 978-4-344-43007-5。
- 『世界のエリートが学んでいる哲学・宗教の授業』PHP研究所〈PHP文庫〉、2020年8月。ISBN 978-4-569-90072-8。
- 『人類の選択 「ポスト・コロナ」を世界史で解く』NHK出版〈生活人新書〉、2020年8月。ISBN 978-4-14-088632-8。
- 『危機の正体 コロナ時代を生き抜く技法』朝日新聞出版〈朝日新書〉、2020年8月。ISBN 978-4-02-295093-2。
- 『池田大作研究 世界宗教への道を追う』朝日新聞出版、2020年10月。ISBN 978-4-02-331885-4。増補・朝日文庫、2024年11月
- 『本は3冊同時に読みなさい』マガジンハウス、2020年12月。ISBN 978-4-8387-3135-0。

2021年
- 『見抜く力 びびらない、騙されない。』プレジデント社、2021年1月。ISBN 978-4-8334-5163-5。
- 『新世紀「コロナ後」を生き抜く』新潮社、2021年1月。ISBN 978-4-10-475217-1。
- 『戦時下の外交官 ナチス・ドイツの崩壊を目撃した吉野文六』講談社〈講談社文庫〉、2021年2月。ISBN 9784065224472
- 『希望の源泉・池田思想―『法華経の智慧』を読む〈３〉』第三文明社、2021年4月。ISBN 9784476033977
- 『悪の処世術』宝島社（宝島社新書）、2021年5月。ISBN 978-4299014818。のち、宝島SUGOI文庫、2023年11月。ISBN 978-4299049278
- 『還暦からの人生戦略』青春出版社（青春新書）、2021年6月。ISBN 978-4413046220
- 『「悪」の進化論 ダーウィニズムはいかに悪用されてきたか』集英社インターナショナル、2021年6月。ISBN 978-4797673982
- 『佐藤優の裏読み! 国際関係論』毎日新聞出版、2021年7月。ISBN 978-4620326917
- 『13歳からのキリスト教』青春出版社（青春新書）、2021年8月。ISBN 978-4413046275
- 『危ない読書 教養の幅を広げる「悪書」のすすめ』SBクリエイティブ（SB新書）、2021年9月。ISBN 978-4815606572
- 『ベストセラーに学ぶ最強の教養』文藝春秋、2021年9月。ISBN 978-4163914367
- 『未来を生きるための読解力の強化書』クロスメディア・パブリッシング、2021年9月。ISBN 978-4295406044
- 『読む力を鍛える』ＰＨＰ研究所（PHP文庫）、2021年10月。ISBN 978-4569901640、元は『知の操縦法』平凡社、2016年12月。
- 『仕事に悩む君へ はたらく哲学』マガジンハウス、2021年10月。ISBN 978-4838731695
- 『生き抜くためのドストエフスキー入門』新潮社（新潮文庫）、2021年10月。ISBN 978-4101331829、文庫オリジナル
- 『ドストエフスキーの預言』文藝春秋、2021年11月。ISBN 978-4163914633
- 『地政学入門』角川新書、2021年11月。ISBN 978-4040823881

2022年
- 『佐藤優の地政学入門』学研プラス、2022年3月。ISBN 978-4054068520　のち増補改訂、佐藤優監修として、『いまと未来を読み解く! 新 地政学入門』Gakken、2025年2月。ISBN 978-4054070271
- 『人生のサバイバル力』講談社〈講談社文庫〉、2022年03月。ISBN 9784065273463
- 『希望の源泉・池田思想―『法華経の智慧』を読む〈４〉』第三文明社、2022年3月。ISBN 9784476034035
- 『国家と資本主義 支配の構造』青春出版社、2022年6月。ISBN 978-4413232593
- 『プーチンの野望』潮出版社（潮新書）、2022年6月。ISBN 978-4267023477
- 『私のマルクス』文藝春秋（文春学藝ライブラリー）、2022年7月。ISBN 978-4168130991
- 『日本共産党の100年』朝日新聞出版、2022年7月。ISBN 978-4022518286
- 『哲学入門 淡野安太郎 『哲学思想史』をテキストとして』KADOKAWA、2022年8月。ISBN 978-4041087176　のち角川ソフィア文庫、2025年02月
- 『教養としてのダンテ「神曲」<地獄篇>』青春出版社（青春新書）、2022年9月。ISBN 978-4413046572
- 『危機の読書』小学館新書、2022年9月。ISBN 978-4098254361
- 『ウクライナ「情報」戦争　ロシア発のシグナルはなぜ見落とされるのか』徳間書店、2022年9月。ISBN 978-4198655211
- 『よみがえる戦略的思考　ウクライナ戦争で見る「動的体系」』朝日新聞出版社（朝日新書）、2022年10月。ISBN 978-4022951939
- 『君たちの生存戦略: 人間関係の極意と時代を読む力』ジャパンタイムズ出版、2022年12月。ISBN 978-4789018135

2023年
- 『希望の源泉・池田思想―『法華経の智慧』を読む〈５〉』第三文明社、2023年2月。ISBN 9784476034141
- 『生き抜くための読書術』扶桑社、2023年4月。ISBN 978-4594091606
- 『同志社大学講義録 『ねじまき鳥クロニクル』を読み解く』青春出版社、2023年5月。ISBN 978-4413233071
- 『なぜ格差は広がり、どんどん貧しくなるのか?『資本論』について佐藤優先生に聞いてみた』Gakken、2023年6月。ISBN 978-4054068810
- 『それからの帝国』光文社、2023年7月。ISBN 978-4334950743
- 『これならわかる「カラマーゾフの兄弟」』青春出版社（青春新書）、2023年8月。ISBN 978-4413046756
- 『希望の源泉・池田思想―『法華経の智慧』を読む〈６〉』第三文明社、2023年10月。ISBN 9784476034196
- 『悪の処世術』 宝島SUGOI文庫（宝島社）、2023年11月。ISBN 978-4299049278
- 『正しさってなんだろう: 14歳からの正義と格差の授業』Gakken、2023年11月。ISBN 978-4054069039
- 『神学でこんなにわかる「村上春樹」』新潮社、2023年12月。ISBN 978-4104752188

2024年
- 『組織を生き抜く極意』青春出版社（青春新書）、2024年1月。ISBN 978-4413046862
- 『死の言葉』新星出版社、2024年5月。ISBN 978-4405108202
- 『佐藤優のウチナー評論２』琉球新報社、2024年7月。ISBN 978-4867640210
- 『希望の源泉・池田思想―『法華経の智慧』を読む〈７〉』第三文明社、2024年7月。ISBN 9784476034264
- 『猫だけが見える人間法則』飛鳥新社（Hanada新書）、2024年8月。ISBN 978-4868010272
- 『佐藤優の特別講義 民主主義の危機: 忍び寄るポピュリズムと強権主義』Gakken、2024年9月。ISBN 978-4054070097
- 『佐藤優の特別講義 戦争と有事: ウクライナ戦争、ガザ戦争、台湾危機の深層』Gakken、2024年9月。ISBN 978-4054070103
- 『賢人たちのインテリジェンス』ポプラ社〈ポプラ新書〉、2024年10月。ISBN 9784591183502
- 『池田大作研究 世界宗教への道を追う』朝日新聞出版〈朝日文庫〉、2024年11月。ISBN 978-4022621047

2025年
- 『池田思想の源流『若き日の読書』を読む』潮出版社、2025年1月。ISBN 978-4267024481
- 『哲学入門 淡野安太郎 『哲学思想史』をテキストとして』KADOKAWA〈角川ソフィア文庫〉、2025年02月。ISBN 9784044008536
- 『「孫子の兵法」思考術：大混迷時代のインテリジェンス』 新潮社、2025年5月。ISBN 978-4104752195。
- 『トランプの世界戦略』宝島社〈宝島社新書〉、２０２５年７月。ISBN 978-4299069252

### 共著（対談）
2005年
- 『国家の自縛』（産経新聞出版、2005年／扶桑社文庫、2010年4月）- 聞き手は斎藤勉

2006年
- 『国家の崩壊』（にんげん出版、2006年3月）- 聞き手は宮崎学
- （鈴木宗男）『北方領土「特命交渉」』（講談社、2006年9月。講談社+α文庫、2007年12月）
- （手嶋龍一）『インテリジェンス 武器なき戦争』（幻冬舎新書、2006年11月）
- （魚住昭）『ナショナリズムという迷宮 ラスプーチンかく語りき』（朝日新聞社、2006年12月。朝日文庫、2010年1月）
- （関岡英之、小林よしのり、西部邁）『アメリカの日本改造計画』イースト・プレス、2006年12月

2007年
- （鈴木宗男）『反省 私たちはなぜ失敗したのか？』アスコム、2007年6月
- （高永哲）『国家情報戦略』講談社＋α新書、2007年7月
- （青木直人、西尾幹二）『中国の黒いワナ』宝島社、2007年8月
- （宮崎学）『佐藤優国家を斬る』（連帯運動編、同時代社、2007年10月）
- （竹村健一）『国家と人生：寛容と多元主義が世界を変える』（太陽企画出版、2007年11月／角川文庫、2008年11月）

2008年
- （田中森一）『正義の正体』（集英社インターナショナル、2008年3月）
- （村上正邦）『大和ごころ入門』（扶桑社、2008年4月）
- （亀山郁夫）『ロシア：闇と魂の国家』（文春新書、2008年4月）
- （加藤寛、山本明夫、速水融）『座談会　今、なぜ榎本武揚か』（『近代日本の万能人・榎本武揚』榎本隆充、高成田享 編、藤原書店、20008年04月。ISBN 9784894346239 に所収）
- （鈴木琢磨）『情報力 情報戦を勝ち抜く“知の技法”』（イースト・プレス、2008年5月）
- 『政治を語る言葉』（山口二郎編、七つ森書館、2008年6月）
- （副島隆彦）『暴走する国家 恐慌化する世界―迫り来る新統制経済体制（ネオ・コーポラティズム）の罠』（日本文芸社、2008年12月）
- （田原総一朗）『第三次世界大戦 左巻：新・帝国主義でこうなる！』（アスコム、2008年12月）
- （田原総一朗）『第三次世界大戦 右巻：新・世界恐慌でこうなる！』（アスコム、2008年12月）

2009年
- （魚住昭）『テロルとクーデターの予感－ラスプーチンかく語りき2』（朝日新聞出版、2009年2月）
- （岡本行夫）『知の超人対談 岡本行夫・佐藤優の「世界を斬る」』（産経新聞出版、2009年2月）
- （立花隆）『ぼくらの頭脳の鍛え方：必読の教養書400冊』（文春新書、2009年10月）
- （田原総一朗、宮台真司）『日本流ファシズムのススメ。（エンジン０１選書）』ぴあ、2009年10月。ISBN 9784835617398

2010年
- （大田昌秀）『徹底討論沖縄の未来』（沖縄大学地域研究所編、芙蓉書房出版、2010年1月）
- （宮崎正弘）『猛毒国家に囲まれた日本 ロシア・中国・北朝鮮』（海竜社、2010年3月）
- （副島隆彦）『小沢革命政権で日本を救え：国家の主人は官僚ではない』（日本文芸社、2010年6月）

2011年
- （西原理恵子）『週刊とりあたまニュース 最強コンビ結成！編』新潮社、2011年01月。ISBN 9784103019336 のち改題『とりあたま事変』新潮文庫、2013年3月。
- （的場昭弘）『国家の危機』（KKベストセラーズ、2011年）
- （中村うさぎ）『聖書を語る 宗教は震災後の日本を救えるか』文藝春秋、2011年07月。ISBN 9784163743400　のち改題『聖書を語る』〈文春文庫〉、2014年01月。

2012年
- （加藤陽子、福田和也）『歴史からの伝言―“いま”をつくった日本近代史の思想と行動』扶桑社〈扶桑社新書〉、2012年03月。ISBN 9784594065614
- （石川 知裕）『小沢一郎はなぜ裁かれたか―日本を蝕む司法と政治の暴走』徳間書店、2012年03月。ISBN 9784198633684
- （田原総一朗、宮崎学）『日本人のための新「幸福論」 「NOと言える人」の時代が来た』（三笠書房、2012年4月）
- （竹中 平蔵）『国が亡びるということ―本当のことを語っているのは誰か』中央公論新社、2012年04月。ISBN 9784120043710
- （西原理恵子）『とりあたまJAPAN：日はまた昇る！編』（新潮社、2012年3月。新潮文庫、2014年7月）
- （手嶋龍一）『動乱のインテリジェンス』（新潮新書、2012年10月）
- （井戸まさえ）『子どもの教養の育て方』（東洋経済新報社、2012年12月）

2013年
- （西原理恵子）『とりあたま事変』新潮社〈新潮文庫〉、2013年03月。ISBN 9784101370736
- （鈴木宗男）『政治家抹殺―「再審請求」で見えた永田町の罠』徳間書店、2013年06月。ISBN 9784198636234
- （中村うさぎ）『聖書を読む』文藝春秋、2013年08月。ISBN 978-4163766003　のち〈文春文庫〉、2016年02月。
- （西原 理恵子）『とりあたま帝国―右も左も大集合！編』新潮社、2013年08月。ISBN 9784103019350
- （白取春彦、上田惇生、小川仁志、本多弘之）『賢人の思想活用術』幻冬舎、2013年09月。ISBN 9784344902763
- （鎌倉孝夫）『はじめてのマルクス』（金曜日、2013年11月）
- （佐高信）『世界と闘う「読書術」 思想を鍛える1000冊』（集英社新書、2013年11月）
- （手嶋龍一）『知の武装：救国のインテリジェンス』（新潮新書、2013年12月）

2014年
- （荒井和夫）『新・帝国主義時代を生き抜くインテリジェンス勉強法』（講談社、2014年1月）
- （中村うさぎ）『聖書を語る』文藝春秋〈文春文庫〉、2014年01月。ISBN 9784167900182
- （佐高信）『喧嘩の勝ち方―喧嘩に負けないための五つのルール』光文社、2014年02月。ISBN 9784334977573
- （石川知裕）『逆境を乗り越える技術』（ワニブックス〈ワニブックスPLUS新書〉、2014年6月）
- （穂村弘、劇団ひとり、津村喜久子、高橋秀実、井上荒野、赤瀬川原平）『考えるマナー』（中央公論新社、2014年7月）
- （池上彰）『新・戦争論 僕らのインテリジェンスの磨き方』（文春新書、2014年11月）
- （手嶋龍一）『賢者の選択 生き残るためのインテリジェンス』（新潮新書、2014年12月）

2015年
- （中村うさぎ）『死を笑う うさぎとまさると生と死と』（毎日新聞出版、2015年2月）
- （池上彰） 『希望の資本論 私たちは資本主義の限界にどう向き合うか』朝日新聞出版、2015年3月。978-4023313941　のち朝日文庫、2016年06月。
- （斎藤環）『反知性主義とファシズム』（金曜日、2015年5月）
- （宮崎学）『「殺しあう」世界の読み方』（アスコム〈オフレコ!BOOKS〉、2015年5月）
- （副島隆彦）『崩れゆく世界生き延びる知恵 国家と権力のウソに騙されない21世紀の読み解き方』（日本文芸社、2015年5月）
- （西原理恵子）『とりあたま大学 世界一ブラックな授業！編』（新潮社、2015年5月）
- 山崎耕一郎『マルクスと日本人 社会運動からみた戦後日本論』（明石書店、2015年7月）
- 一色清、姜尚中、上昌広、堤未果、宮台真司、大澤真幸、上野千鶴子『日本の大問題「10年後」を考える 「本と新聞の大学」講義録』（集英社新書、2015年7月）
- （五木寛之）『異端の人間学』（幻冬舎新書、2015年8月）
- （姜尚中）『国家のエゴ』（朝日新聞出版〈朝日新書〉、2015年8月）
- （半藤一利、船橋洋一、出口治明、水野和夫、保阪正康など）『大人のための昭和史入門』（文春新書、2015年8月）
- （飯柴智亮、内山進、北村淳、佐藤正久『新軍事学入門：平和を望むなら、戦争の準備をせよ』（飛鳥新社、2015年9月） - 聞き手は小峯隆生
- （手嶋龍一）『インテリジェンスの最強テキスト』（東京堂出版、2015年9月）
- （山内昌之）『第3次世界大戦の罠：新たな国際秩序と地政学を読み解く』（徳間書店、2015年9月）
- （宮崎学）『戦争と革命と暴力：平和なき時代の世界地図』（祥伝社、2015年9月）
- （橋爪大三郎）『あぶない一神教』（小学館新書、2015年10月）
- （翁長雄志、寺島実郎、山口昇、朝日新聞取材班） 『沖縄と本土 いま、立ち止まって考える辺野古移設・日米安保・民主主義』（朝日新聞出版編、朝日新聞出版、2015年10月）
- （石川知裕）『政治って何だ!? いまこそ、マックス・ウェーバー『職業としての政治』から学ぶ』（ワニブックス、2015年10月）
- （池上彰）『大世界史：現代を生きぬく最強の教科書』（文春新書、2015年10月）
- （松岡幹夫）『創価学会を語る』（第三文明社、2015年11月）
- （井戸まさえ）『小学校社会科の教科書で、政治の基礎知識をいっきに身につける これだけは知っておきたい70のポイント』（東洋経済新報社、2015年12月）
- （西原理恵子）『とりあたま帝国』（新潮文庫、2015年12月）

2016年
- （中村うさぎ）『聖書を読む』文藝春秋〈文春文庫〉、2016年02月。ISBN 978-4167905590
- （竹内久美子）『佐藤優さん、神は本当に存在するのですか？ 宗教と科学のガチンコ対談』（文藝春秋、2016年3月）
- （山内昌之）『新・地政学 「第三次世界大戦」を読み解く』（中公新書ラクレ、2016年3月）
- （竹中平蔵）『竹中先生、これからの「世界経済」について本音を話していいですか？』（ワニブックス、2016年3月）
- （山口那津男）『いま、公明党が考えていること』（潮出版社〈潮新書〉、2016年4月）
- （的場昭弘）『復権するマルクス：戦争と恐慌の時代に』（角川新書、2016年4月）
- （半藤一利）『21世紀の戦争論 昭和史から考える』（文春新書、2016年5月）
- （池上彰） 『希望の資本論』朝日新聞出版〈朝日文庫〉、2016年06月。ISBN 978-4022618634
- （宮家邦彦）『世界史の大転換―常識が通じない時代の読み方』ＰＨＰ研究所〈ＰＨＰ新書〉、2016年06月。ISBN 9784569830711
- （大田昌秀）『沖縄は未来をどう生きるか』（岩波書店、2016年8月）
- （井手英策、前原誠司）『分断社会ニッポン』（朝日新聞出版〈朝日新書〉、2016年9月）
- （松山千春）『松山千春デビュー40周年記念スペシャル 愛の哲学 (本格アーティストCDブックシリーズ)』アスコム、2016年10月。ISBN 9784776209256
- （池上彰）『新・リーダー論―大格差時代のインテリジェンス』文藝春秋〈文春新書〉、2016年10月。ISBN 9784166610969
- （北原みのり）『性と国家』（河出書房新社、2016年11月）
- （エマニュエル・トッド）『トランプは世界をどう変えるか？「デモクラシー」の逆襲』（朝日新聞出版〈朝日新書〉、2016年12月）
- （池上彰）『僕らが毎日やっている最強の読み方 新聞・雑誌・ネット・書籍から「知識と教養」を身につける70の極意』（東洋経済新報社、2016年12月）
- （西原理恵子）『とりあたまGO モンスター襲来！編』（新潮社、2016年12月）

2017年
- （奥野長衛）『JAに何ができるのか』（新潮社、2017年6月）
- （中村うさぎ）『死を語る』（PHP文庫、2017年8月）
- （副島隆彦）『世界政治 裏側の真実』（日本文芸社、2017年9月）
- （鎌倉孝夫）『21世紀に『資本論』をどう生かすか』（金曜日、2017年10月）
- （宮崎学）『「暴走する」世界の正体 最強論客が読み解く戦争・暴力・革命』（SBクリエイティブ〈SB新書〉、2017年11月）
- （高橋巖）『なぜ私たちは生きているのか シュタイナー人智学とキリスト教神学の対話』（平凡社新書、2017年11月）
- （山内昌之）『悪の指導者論 なぜ今、独裁者ばかりなのか』（小学館新書、2017年11月）
- （薮中三十二）『核と戦争のリスク 北朝鮮・アメリカ・日本・中国 動乱の世界情勢を読む』（朝日新書、2017年12月）
- （手嶋龍一）『独裁の宴 世界の歪みを読み解く』（中公新書ラクレ、2017年12月）
- （山内昌之）『大日本史』（文春新書、2017年12月）

2018年
- （ナイツ）『人生にムダなことはひとつもない』（潮出版社、2018年1月）
- （井戸まさえ）『不安な未来を生き抜く最強の子育て 2020年からの大学入試改革に打ち勝つ「学び」の極意』（集英社、2018年1月）
- （杉山剛士）『埼玉県立浦和高校 人生力を伸ばす浦高の極意』（講談社現代新書、2018年3月）
- （池上彰、松岡正剛、碧海寿広、若松英輔との共著）『宗教と資本主義・国家 激動する世界と宗教』（KADOKAWA、2018年3月
- （池上彰、松岡正剛、石川明人、髙岡豊との共著）『激動する世界と宗教 宗教と暴力』（KADOKAWA、2018年4月）
- （松岡正剛）『読む力 現代の羅針盤となる150冊』（中公新書ラクレ、2018年4月）
- （片山杜秀）『平成史』（小学館、2018年4月。小学館文庫、2019年5月）
- （松岡敬）『いま大学で勉強するということ 「良く生きる」ための学びとは』（岩波書店、2018年8月）
- （池上彰）『知らなきゃよかった 予測不能時代の新・情報術』（文春新書、2018年8月）
- （西原理恵子）『とりあたま炎上 忖度無用のチキンレース！編』（新潮社、2018年8月）
- （池上彰、松岡正剛、安藤泰至、山川宏との共著）『激動する世界と宗教 宗教と生命』（KADOKAWA、2018年9月）
- （金惠京）『北東アジア市民圏構想』（第三文明社、2018年10月）
- （池上和子）『シリーズ ケアを考える：格差社会を生き抜く読書』（筑摩書房〈ちくま新書〉、2018年11月）
- （木村草太、山川宏）『AI時代の憲法論 人工知能に人権はあるか』（木村草太編、毎日新聞出版、2018年11月）
- （さいとうたかを）『ゴルゴ13×佐藤優 Gのインテリジェンス』（小学館、2018年11月）
- （手嶋龍一）『米中衝突 危機の日米同盟と朝鮮半島』（中公新書ラクレ、2018年12月）

2019年
- （深井智朗）『近代神学の誕生 シュライアマハー『宗教について』を読む』（春秋社、 2019年1月）
- （宮家邦彦）『世界史の大逆転 国際情勢のルールが変わった』（角川新書、2019年2月）
- （副島隆彦）『激変する世界を先読みする』（日本文芸社、2019年3月）
- （片山杜秀）『現代に生きるファシズム』（小学館新書、2019年4月）
- （池上彰）『教育激変 2020年、大学入試と学習指導要領大改革のゆくえ』（中公新書ラクレ、2019年4月）
- （池上彰）『ロシアを知る。』（東京堂出版、2019年6月）
- （同志社大学新島塾）『新・リーダーのための教養講義 インプットとアウトプットの技法』（朝日新聞出版〈朝日新書〉、2019年9月）
- （竹内洋）『大学の問題 問題の大学』（時事通信社、2019年10月）
- （西原理恵子）『12歳からはじめよう学びのカタチ 優くん式「成績アップ」5つの秘密』（NHK出版、2019年10月）
- （富岡幸一郎）『〈危機〉の正体』（講談社、2019年10月）
- （竹内洋）『大学の問題 問題の大学』（時事通信出版局、2019年10月）
- （手嶋龍一）『日韓激突 「トランプ・ドミノ」が誘発する世界危機』（中公新書ラクレ、2019年12月）
- （西原理恵子）『とりあたま元年 最凶コンビよ永遠に！編』（新潮社、2019年12月）

2020年
- （池上彰）『知的再武装60のヒント』（文春新書、2020年3月）
- （池上彰）『宗教の現在地 資本主義、暴力、生命、国家』（角川新書、2020年4月）
- （安部龍太郎）『対決！日本史 戦国から鎖国篇』（潮出版社〈潮新書〉、2020年6月）
- （香山リカ）『不条理を生きるチカラ コロナ禍が気づかせた幻想の社会』（ビジネス社、2020年6月）
- （池上彰）『人生に必要な教養は中学校教科書ですべて身につく 12社54冊読み比べ』（中央公論新社、2020年6月）
- （手嶋龍一）『公安調査庁 情報コミュニティーの新たな地殻変動』（中公新書ラクレ、2020年7月）
- （宮崎学）『「暴走する」世界の正体 最強論客が読み解く戦争・暴力・革命 大活字版』（SBクリエイティブ、2020年7月）
- （山口二郎）『長期政権のあと』（祥伝社新書、2020年8月）
- （遠藤久江、池上和子）『子どもを守る仕事』筑摩書房〈ちくまプリマー新書〉、2020年10月。ISBN 9784480683885
- （手嶋龍一）『菅政権と米中危機 「大中華圏」と「日米豪印同盟」のはざまで』（中公新書ラクレ、2020年12月）
- （副島隆彦）『ウイルスが変えた世界の構造』（日本文芸社、2020年12月）

2021年
- （山口那津男）『公明党 その真価を問う』（潮出版社〈潮新書〉、2021年3月）
- （池上彰）『伝え方の作法 どんな相手からも一目置かれる63の心得』（SBクリエイティブ〈SB新書〉、2021年3月）
- （岡部伸）『賢慮の世界史 国民の知力が国を守る』（PHP新書、2021年3月）
- （富岡幸一郎）『危機の日本史 近代日本150年を読み解く』（講談社、2021年3月）
- （池上彰）『ニッポン 未完の民主主義 世界が驚く、日本の知られざる無意識と弱点』（中公新書ラクレ、2021年4月）
- （宮下規久朗）『美術は宗教を超えるか』PHP研究所、2021年05月。ISBN 9784569849447
- （雨宮処凛）『この社会の歪みと希望』（第三文明社、2021年6月）
- （池上彰）『真説 日本左翼史 戦後左派の源流1945－1960』（講談社現代新書、2021年6月）
- （安部龍太郎）『対決！日本史2 幕末から維新篇』（潮出版社〈潮新書〉、2021年7月）
- （山口二郎）『異形の政権 ――菅義偉の正体』祥伝社〈祥伝社新書〉、2021年09月。ISBN 9784396116378
- （池上彰）『無敵の読解力』（文春新書、2021年12月）
- （池上彰）『激動 日本左翼史 学生運動と過激派1960-1972』（講談社現代新書、2021年12月）

2022年
- （橋爪大三郎）『世界史の分岐点　激変する新世界秩序の読み方』（SB新書、2022年1月）
- （斎藤環）『なぜ人に会うのはつらいのか』（中公新書ラクレ、2022年1月）
- （副島隆彦）『「知の巨人」が暴く世界の常識はウソばかり』（ビジネス社、2022年2月）
- （片山杜秀）『完全読解 司馬遼太郎『坂の上の雲』』（文藝春秋、2022年3月）
- （池上彰）『組織で生き延びる45の秘策』（中公新書ラクレ、2022年7月）
- （池上彰）『漂流 日本左翼史 理想なき左派の混迷1972－2022』（講談社現代新書、2022年7月）
- （田原総一朗）『人生は天国か、それとも地獄か』（白秋社、2022年10月）
- （副島隆彦）『欧米の謀略を打ち破りよみがえるロシア帝国』（ビジネス社、2022年11月）
- （安部龍太郎）『対決！日本史3 維新から日清戦争篇』（潮出版社〈潮新書〉、2022年12月）

2023年
- （安部龍太郎）『対決！日本史4 日露戦争篇』（潮出版社〈潮新書〉、2023年3月）
- （エマニュエル・トッド・片山杜秀）『トッド人類史入門　西洋の没落』（文春新書、2023年3月）
- （14名との対談）『国難のインテリジェンス』新潮社〈新潮新書〉、2023年04月。ISBN 9784106109942
- （片岡浩史）『教養としての「病」』（集英社インターナショナル新書、2023年6月）
- （池上彰）『プーチンの10年戦争』（東京堂出版、2023年6月）
- （手嶋龍一）『ウクライナ戦争の嘘　米露中北の打算・野望・本音』（中公新書ラクレ、2023年6月）
- （池上彰）『黎明 日本左翼史 左派の誕生と弾圧・転向 1867-1945』（講談社現代新書、2023年7月）
- （鈴木宗男）『最後の停戦論　ウクライナとロシアを躍らせた黒幕の正体』（徳間書店、2023年7月）
- （鎌倉孝夫）『資本論を読破する』（文藝春秋、2023年9月）

2024年
- （本村凌二）『宗教と不条理　信仰心はなぜ暴走するのか』（幻冬舎新書、2024年1月）
- （池上彰）『人生に効く寓話　グリム、イソップ、日本昔話』（中公新書ラクレ、2024年1月）
- （12名と対話集）『天才たちのインテリジェンス』（ポプラ新書、2024年3月）
- （手嶋龍一）『イスラエル戦争の嘘　第三次世界大戦を回避せよ』（中公新書ラクレ、2024年4月）
- （池上彰）『グローバルサウスの逆襲』文藝春秋〈文春新書〉、2024年04月。ISBN 9784166614516
- （伊藤賀一 ）『いっきに学び直す　教養としての西洋哲学・思想』朝日新聞出版、2024年06月。ISBN 978-4022519740
- （池上彰、デーブ・スペクター、中林美恵子、前嶋和弘、高畑昭男）『トランプ人気の深層』宝島社〈宝島社新書〉、2024年07月。ISBN 978-4299054739
- （安部龍太郎）『対決！日本史５　第一次世界大戦篇』潮出版社〈潮新書〉。2024年07月。ISBN 978-4267024320
- （古谷経衡）『日本人の7割が知らない世界のミカタ』（時事通信社、2024年9月）
- （山口二郎）『自民党の変質』祥伝社〈祥伝社新書〉、2024年09月。ISBN 9784396117030
- （12名との対談）『賢人たちのインテリジェンス』ポプラ社新書、2024年10月。ISBN 978-4591183502
- （古村治彦）『世界覇権国 交代劇の真相　インテリジェンス、宗教、政治学で読む』秀和システム、2024年10月。ISBN 978-4798073378
- （西村陽一）『記者と官僚-特ダネの極意、情報操作の流儀』中央公論新社、2024年10月。ISBN 978-4120058394

2025年
- （斉藤鉄夫）『公明党という選択 価値観政党の使命とは』（第三文明社、2025年6月）
- （舛添要一）『21世紀の独裁』祥伝社〈祥伝社新書〉、2025年7月。ISBN 978-4396117153
- （安部龍太郎）『対決！日本史６　アジア・太平洋戦争篇』潮出版社〈潮新書〉、2025年7月。ISBN 978-4267024580
- （片山杜秀）『生き延びるための昭和100年史』小学館〈小学館新書〉、2025年8月。ISBN 978-4098254972
- （石田英樹）『知の巨人、腎臓移植をする』集英社インターナショナル〈インターナショナル新書〉、2025年8月。ISBN 978-4797681604

### 訳書
- ゲンナジー・A・ジュガーノフ『ロシアと現代世界 汎ユーラシア主義の戦略』佐藤優・黒岩幸子 共訳、自由国民社、1996年06月。ISBN 9784426752002
- J.L.フロマートカ『なぜ私は生きているか J.L.フロマートカ自伝』佐藤優 訳・解説、新教出版社、1997年01月。ISBN 9784400520290　のちオンデマンド版、2008年4月。（Josef Lukl Hromádka、日本ではロマドカの名称でも知られる）
- アレクサンドル・イワノヴィチ・レベジ『憂国』工藤精一郎、工藤正廣、佐藤優、黒岩幸子 共訳、徳間書店、1997年09月。ISBN 9784198607159

### 監修
- 『地政学から読み解く米中露の戦略 - 外交問題のスペシャリストがわかりやすく解説』宝島社〈別冊宝島〉、2017年07月。ISBN 9784800271662
- 『教養としての世界の名言３６５』宝島社、2019年10月。ISBN 9784800297914　のち宝島ＳＵＧＯＩ文庫〉、2021年11月。
- 『日本と世界を知るためのファクト図鑑』宝島社、2019年12月。ISBN 9784800299710
- 『一生モノの教養が身につく世界の古典 必読の名作・傑作200冊』宝島社、2020年9月。ISBN 9784299009111
- 『人物で読み解く世界史３６５人』新星出版社、2020年11月。ISBN 9784405108110
- 『世界の戦略図鑑―歴史を動かした最強の叡智がイラストでわかる！』宝島社、2021年09月。ISBN 9784299019424
- 『１日１テーマ解けば差がつく　大人の教養ドリル』きずな出版、2021年11月。ISBN 9784866631523
- 『教養としての世界の名言３６５』宝島社〈宝島ＳＵＧＯＩ文庫〉、2021年11月。ISBN 978-4299022363
- 『人物で読み解く日本史３６５人』新星出版社、2021年12月。ISBN 9784405108141
- 『知の巨人が選んだ世界の名著２００』宝島社〈宝島社新書〉、2023年02月。ISBN 9784299039866
- 『なぜ格差は広がり、どんどん貧しくなるのか?『資本論』について佐藤優先生に聞いてみた』Gakken、2023年6月。ISBN 978-4054068810
- 『１日３分でやさしい心が育つ聖書のことば』講談社、2023年08月。ISBN 9784065317532
- 『米ロ対立１００年史』宝島社、2024年06月。ISBN 9784299052216
- 『いまと未来を読み解く! 新 地政学入門』Gakken、2025年2月。ISBN 978-4054070271　『佐藤優の地政学入門』学研プラス、2022年3月。ISBN 978-4054068520　の増補改訂版
- 『ビジュアル版 昭和100年 激動の日本史』宝島社、2025年3月。ISBN 978-4299061065

ほか多数

### 解説
- 『闇権力の執行人』鈴木宗男 著、佐藤優 解説、講談社〈講談社+アルファ文庫〉、2007年09月。ISBN 978-4062811392
- 『インテリジェンス戦争―対テロ時代の最新動向』黒井文太郎 編集、佐藤優 解説、大和書房<だいわ文庫>、2009年01月。ISBN 9784479302179
- 『戦後秘史インテリジェンス』黒井文太郎 編集、佐藤優 序説、大和書房<だいわ文庫>、2009年04月。ISBN 9784479302322
- 『誰が日本を支配するのか！？政治とメディア』佐藤優・魚住昭 責任編集、マガジンハウス、2010年08月。ISBN 9784838721566
- 『誰が日本を支配するのか！？沖縄と国家統合』佐藤優・魚住昭 責任編集、マガジンハウス、2010年08月。ISBN 9784838721573
- 『誰が日本を支配するのか！？検察と正義』佐藤優・魚住昭 責任編集、マガジンハウス、2010年08月。ISBN 9784838721580
- 『松本清張傑作選　黒い手帖からのサイン　佐藤優オリジナルセレクション』松本清張 著、佐藤優 編、新潮社、2009年06月。ISBN 978-4103204350　のち新潮文庫、2013年02月。ISBN 978-4101109749
- 『新約聖書 １』新共同訳、佐藤優 解説、文藝春秋〈文春新書〉、2010年10月。ISBN 978-4166607747
- 『新約聖書 ２』新共同訳、佐藤優 解説、文藝春秋〈文春新書〉、2010年10月。ISBN 978-4166607822
- 『シークレット・ウォーズ―イランｖｓ．モサド・ＣＩＡの３０年戦争』ロネン・バーグマン 著、河合洋一郎 訳、佐藤優 監訳、並木書房、2012年10月。ISBN 9784890632947
- 『人間への途上にある福音―キリスト教信仰論』ヨゼフ・ルクル・フロマートカ 著、平野清美 訳、佐藤優 監訳、新教出版社、2014年08月。ISBN 9784400319832
- 『いっきに学び直す日本史　古代・中世・近世　教養編』安藤達朗 著、山岸良二 監修、佐藤優 企画・編・解説、東洋経済新報社、2016年03月。ISBN 9784492061992
- 『いっきに学び直す日本史　近代・現代　実用編』安藤達朗 著、山岸良二 監修、佐藤優 企画・編・解説、東洋経済新報社、2016年03月。ISBN 9784492062005
- 『偉くない「私」が一番自由』米原万里 著、佐藤優 編、文藝春秋〈文春文庫〉、2016年04月。978-4167905989　オリジナル文庫
- 『貧乏物語 現代語訳』河上肇 著、佐藤優 訳・解説、講談社〈講談社現代新書〉、2016年06月。ISBN 9784062883726
- 『ＭＩ６対ＫＧＢ―英露インテリジェンス抗争秘史』レム・クラシリニコフ著、松澤一直 訳、佐藤優 監訳、東京堂出版、2017年04月。ISBN 9784490209631
- 『カウンター・テロリズム・パズル―政策決定者への提言』ボアズ・ガノール著、河合洋一郎 訳、佐藤優 監訳、並木書房、2018年02月。ISBN 9784890633715
- 『増補・日ソ国交回復秘録―北方領土交渉の真実』松本俊一 著、佐藤優 解説、朝日新聞出版、2019年03月。ISBN 9784022516015
- 『埼玉県立浦和高校論文集』佐藤優 編著、ケイアンドケイプレス、2019年12月。ISBN 9784906674749
- 『サイエンスとインテリジェンス―サイエンスコミュニケーター養成副専攻受講生論文集』佐藤優・野口範子 編、ケイアンドケイプレス、2020年09月。ISBN 9784906674756
- 『人生、何を成したかよりどう生きるか』内村鑑三 著、佐藤優 解説、文響社、2021年2月18日。ISBN 978-4866513423
- 『学際的思考としての神学―同志社大学学生論集』佐藤優 編著、ケイアンドケイプレス、2021年03月。ISBN 9784906674787
- 『ウラジーミル・プーチンの大戦略』アレクサンドル・カザコフ 著、原口房枝 訳、佐藤優 監訳・解説、東京堂出版、2021年07月。ISBN 9784490210521
- 『謀略―インテリジェンスの教科書を読み解く （復刻新装版）』大橋武夫 著、佐藤優 解説、時事通信出版局、2024年03月。ISBN 9784788719101
- 『ユキは十七歳、特攻で死んだ―子犬よさらば、愛しきいのち』毛利恒之 著、佐藤優 解説、ポプラ社、2024年06月。ISBN 9784591182086
- 『高校生からのキリスト教入門事典』高尾利数 著、佐藤 優 解説、東京堂出版、2024年06月。ISBN 9784490109450
- 『インテリジェンスの基礎理論』小林良樹 著、佐藤優 解説、講談社〈講談社学術文庫〉、2025年04月。ISBN 978-4065388242
- 『いっきに学び直す世界史 第1巻【西洋史/古代・中世】』大久間慶四郎 著、佐藤優 企画・監修・解説、東洋経済新報社、2025年８月。ISBN 978-4492062067
- 『いっきに学び直す世界史 第2巻【西洋史/近世・近代】』大久間慶四郎 著、佐藤優 企画・監修・解説、東洋経済新報社、2025年８月。ISBN 978-4492062241

### 雑誌連載
※ 2017年時点
- 『SAPIO』「SAPIO intelligence database」
- 『一冊の本』「混沌とした時代の始まり」
- 『アサヒ芸能』「ニッポン有事!」
- 『創』「ナショナリズムという病理」
- 『産経新聞』「佐藤優の地球を斬る」
- 『みるとす』「イスラエル並びにユダヤ人に関するノート」
- 『クーリエ・ジャポン』「知への「ショートカット」」
- 『週刊東洋経済』「知の技法」
- 『福音と世界』「佐藤優のことばの履歴書」
- 『中央公論』「地球を古典で読み解けば」
- 『潮』「二十一世紀の宗教改革 小説『人間革命』を読む」
- 『週刊ダイヤモンド』「知を磨く読書」
- 『CREA』「CREA'S VIEW ふたり論点」（池上彰との対談）
- 『Hanada』「猫はなんでも知っている」

※ 2025年夏時点で追加
- 『週刊新潮』いま生きる『君主論』
- 文藝春秋『ベストセラーで読む日本の近現代史』
- 週刊東洋経済『知の技法　出世の作法』
- 週刊ダイアモンド/Diamond online『次世代リーダーの教養』
- Buisiness Insider『佐藤優のお悩み哲学』
- 現代ビジネス『佐藤優直伝「インテリジェンスの教室」』
- 第三文明『希望の源泉・池田思想を読み解く』
- 潮『２０３０年への羅針盤 -- 「若き日の日記」を読む』
- 『月刊Hanada』猫はなんでも知っている

### 漫画原作
- 『憂国のラスプーチン』（『ビッグコミック』連載） 作画：伊藤潤二、脚本：長崎尚志　のち単行本化、全６巻

### 受賞歴
- 2005年 『国家の罠』第59回毎日出版文化賞特別賞
  - 新潮ドキュメント賞および講談社ノンフィクション賞の最終候補作となるも落選[注釈 2]
- 2006年、『自壊する帝国』第5回新潮ドキュメント賞および第38回大宅壮一ノンフィクション賞
  - 講談社ノンフィクション賞にもノミネートされたが、こちらは受賞を逃している。
- 2008年 「インテリジェンス交渉術」第70回文藝春秋読者賞
  - 収録は『交渉術』（文藝春秋／文春文庫）
- 2010年 『ぼくらの頭脳の鍛え方』（立花隆との共著）2010年新書大賞（中央公論新社）第6位
- 2014年 『人に強くなる極意』2014年新書大賞（中央公論新社）第9位
- 2015年 『創価学会と平和主義』2015年新書大賞（中央公論新社）第6位
- 2015年 『イスラム国との「新・戦争論」』第77回文藝春秋読者賞（池上彰と共同で受賞）
  - 収録は『文藝春秋』2015年3月号だが、『大世界史：現代を生きぬく最強の教科書』（文春新書）にも部分的に収録されている。

- 2018年 『学生を戦地へ送るには ―― 田辺元「悪魔の京大講義」を読む』紀伊國屋じんぶん大賞2018 第20位
- 2019年 『十五の夏』第8回梅棹忠夫・山と探検文学賞
- 2020年 第68回菊池寛賞[33]

## 出演番組

### 過去のレギュラー番組
- くにまるワイド ごぜんさま〜（文化放送） - 毎月第1週金曜日コメンテーター（ - 2010年9月）
- 高嶋ひでたけのあさラジ!（ニッポン放送） - 毎週木曜日コメンテーター（2010年6月 - 2018年3月30日）
- くにまるジャパン（文化放送） - 毎月第1・第3・第5週金曜日コメンテーター（第1週金曜日：2010年10月 - 2016年9月、第3週金曜日：2011年3月18日 - 2016年9月）
- くにまるジャパン 極（文化放送） - 毎月第1・第3・第5週金曜日コメンテーター：2016年10月3日 - 2022年3月31日

### テレビ番組(単発)
- プライムニュース（BSフジ） - コメンテーター（2016年11月7日）
- プライムニュース（BSフジ） - コメンテーター（2022年1月28日）
- クローズアップ現代（NHK総合） - ゲスト[34]（2024年1月23日）

## 関連人物
- 鈴木宗男
- 米原万里